# Сен-Шабре
Сен-Шабре́ (фр. Saint-Chabrais) — коммуна во Франции, находится в регионе Лимузен. Департамент коммуны — Крёз. Входит в состав кантона Шенерай. Округ коммуны — Обюссон.
Код INSEE коммуны — 23185.

## Население
Население коммуны на 2010 год составляло 320 человек.
| 1962 | 1968 | 1975 | 1982 | 1990 | 1999 | 2010 |
| ---- | ---- | ---- | ---- | ---- | ---- | ---- |
| 564  | 537  | 469  | 399  | 379  | 335  | 320  |

## Экономика
В 2010 году среди 181 человека трудоспособного возраста (15—64 лет) 124 были экономически активными, 57 — неактивными (показатель активности — 68,5 %, в 1999 году было 64,7 %). Из 124 активных жителей работали 114 человек (59 мужчин и 55 женщин), безработных было 10 (3 мужчин и 7 женщин). Среди 57 неактивных 13 человек были учениками или студентами, 26 — пенсионерами, 18 были неактивными по другим причинам.